# Chiesa di Sant'Antonio di Padova a Carbonelli
La chiesa di Sant'Antonio di Padova a Carbonelli è una chiesa parrocchiale di Napoli, sita sul corso Secondigliano, nel quartiere appunto di Secondigliano. È una chiesa legata alla storia della famiglia Carbonelli, storica famiglia dell'antico casale di Secondigliano, al cui interno troviamo alcune opere degne di nota.

## Storia
Il XIX secolo e gli inizi del '900 videro il comune di Secondigliano svilupparsi enormemente sia dal punto di vista economico che da quello abitativo: sorsero infatti numerosi opifici che facevano uso di macchine a vapore e occuparono decine e decine di operai. Questa crescita economica (si ricorda la fabbricazione e la commercializzazione di pregiati tessuti), portò anche ad un aumento delle costruzioni edilizie su quello che era stato il corso Napoli, poi corso Umberto I, oggi corso Secondigliano.
Borghesi locali, proprietari e commercianti, intellettuali, insieme ad una parte della borghesia napoletana che dal centro della città si trasferì in periferia, fecero costruire con qualche ritardo rispetto a Napoli, palazzi neoclassici e neorinascimentali sobri ed eleganti, con giardini ricchi di piante, statue e fontane. 
Alla fine del corso, verso il quadrivio di Arzano, nel decennio 1880/1900, la famiglia Carbonelli dei Baroni di Letino, costruì sulle proprie terre una serie di quattro edifici. Il primo di essi, più vasto con due cortili, era circondato da un parco ricco di alberi, fontane e chalet in muratura.
Giovanni Carbonelli, fondatore dell'omonima ditta di formaggi, per ricordare il fratello primogenito, Antonio, scomparso prematuramente senza eredi, decise di edificare nella parte sud del giardino, una cappella.

## Descrizione
La costruzione dell'edificio sacro, iniziata nel 1926, fu completata nel 1928, con la dedicazione a sant'Antonio di Padova. Nel progettarlo, ci si ispirò allo stile delle chiese francescane.
La facciata in mattoni rossi, adornata di stucchi, della scuola dei Bocchetti, era indietreggiata rispetto alla sede tramviaria, che costeggiava il corso Secondigliano. L'ingresso era al termine del piazzale al quale si accedeva dopo alcuni scalini. Annesso alla cappella, in un corridoio, vi era la sagrestia. A partire dal fronte stradale, due locali contigui ma non comunicanti.
L'interno era costituito da una navata centrale e una laterale a destra, divise da archi a volte. Il presbiterio era chiuso da un transetto in colonnine di marmo bianco. L'altare maggiore era tutto di marmo bianco, con la statua di sant'Antonio in legno, commissionata in Belgio.
Ai lati del transetto, su due mensole in marmo, le statue in legno di san Giuseppe e dell'Immacolata. La navata laterale era costituita da quattro arcate, con due altari dedicati al sacro Cuore di Gesù ed alla Madonna di Pompei. Il tetto era in trave di legno pitch- pine. La chiesa era dotata di due campane, donate da gentili benefattrici, nonché di armonium. Sulla navata laterale c'era la casa canonica, costituita da due vani. Ad essa si accedeva da una scala posteriore, alla quale si giungeva dal viale a sinistra della chiesa. 
La chiesa era di proprietà privata e quindi non aperta al pubblico. Rientrava nella cura pastorale della parrocchia madre di Secondigliano, retta da monsignor D'Angelo. La messa veniva celebrata la domenica e i giorni festivi, ma la partecipazione era aperta a chiunque, anche in considerazione che tra le due guerre sul corso Secondigliano erano sorte altre costruzioni. Al termine del secondo conflitto mondiale gli eredi Carbonelli decisero di donare alla Curia di Napoli la loro cappella. Il 13 maggio 1947 Antonio Carbonelli fu Giovanni dava in uso alla Diocesi la Chiesa affinché fosse eretta in Parrocchia, dotandola di un capitale di L. 100.000.
Alla fine degli anni '60, con la crescita urbanistica di Secondigliano, soprattutto sul corso Secondigliano ed in aree agricole interne, con la nascita di nuovi rioni popolari, come la Masseria Cardone, aumenterà notevolmente il numero dei filiani. L'esigenza di avere una sede più grande, con spazi idonei, soprattutto per le attività oratoriali, indussero il parroco De Rosa ad ideare e progettare un nuovo edificio che tuttavia ricordasse quello precedente.
La prima pietra fu posta nel luglio del 1960 dal cardinale Castaldo e la costruzione fu completata nel giugno 1967 e consacrata dal cardinale Ursi. Il nuovo edificio conserva, anche se ampliato notevolmente, la struttura delle due navate, una centrale ed una laterale. Il materiale usato fu il travertino, il tetto rifatto ma in cemento armato. Le travi furono utilizzate per gli infissi interni. Il presbiterio fu costruito secondo le nuove norme liturgiche, con un altare mensa a forma unica e l'ambone alla stessa guisa.
Gli altari della navata centrale rimasero, ma in fondo alla stessa, fu integralmente sistemato l'altare maggiore della cappella, dedicandolo alla Madonna di Lourdes. Successivamente modifiche, miglioramenti, restauri e abbellimenti sono stati realizzati per rendere più pregevole e decorosa la chiesa.
All'interno è custodita l'effigie in legno e stucco di sant'Antonio di Padova di cui all'esterno vi è una copia bronzea. All'interno della chiesa, che prende luce da vetrate istoriate con scene della vita del Santo, si può ammirare un antico crocifisso di inizio secolo, da poco restaurato.
Oggi la parrocchia conta oltre seimila fedeli su un territorio particolarmente socialmente ed economicamente disagiato.